# 蠻夷長官司
蠻夷長官司，在四川省屏山縣西南一百三十里。元至元中與馬湖路同置，長官文氏世襲。
蠻彝長官司文氏，蠻彝司即今秉夷場，地在屏山西一百二十里中都河與金沙江匯流處。其上五里為西寧河與金沙江匯流處，為馬湖地區水陸交通要衝。《蜀中廣記》卷三十六《馬湖府》引《土夷考》說：「蠻夷司，民少夷多，故以名司，…有徵調，可得夷兵六千。」。《讀史方輿紀要》卷七十《馬湖府》說：蠻夷長官司，「文氏世守其地，編戶二里」。元世祖至高元十三年設馬湖路總管府，以文氏為蠻夷司長官，世守其地。之明太祖洪武四年，馬湖路總管「安濟令男安本帶領各司土官王麒等赴京」投誠，詔授文氏懷遠將軍，承直郎，世襲蠻夷司正長官。順治九年(1652年)，第十六代土司文鳳鳴與各土司同赴嘉定州投誠，敕授昭信校尉，世襲蠻彝司正長官，頒給印信號紙。約在同治以後絕嗣。